# Tadżykistan na Plażowych Igrzyskach Azjatyckich 2012
Tadżykistan na III Plażowych Igrzyskach Azjatyckich w 2012 roku reprezentowało czterech zawodników - wyłącznie mężczyzn. Wszyscy startowali w siatkówce plażowej. Był to trzeci start reprezentacji Tadżykistanu na plażowych igrzyskach azjatyckich.

## Siatkówka plażowa
Tadżykistan w siatkówce plażowej reprezentowały dwie męskie pary. Para Rustam Bozorboev / Murodali Khudoyberdiev walczyła w grupie A, a para Yusufkhon Ibragimov / Khotam Madzhidov w grupie P. Obie pary odpadły z turnieju na etapie eliminacji.
| Konkurencja      | Zawodnicy               | Faza eliminacyjna               | Faza eliminacyjna                         | Faza eliminacyjna         | 1/16 finału | Ćwierćfinał | Półfinał | Finał |
| Konkurencja      | Zawodnicy               | Mecz I                          | Mecz II                                   | Mecz III                  | 1/16 finału | Ćwierćfinał | Półfinał | Finał |
| ---------------- | ----------------------- | ------------------------------- | ----------------------------------------- | ------------------------- | ----------- | ----------- | -------- | ----- |
| Turniej mężczyzn | Bozorboev Khudoyberdiev | Wong / Wong P 0-2 (7-21, 6-21)  | Djaczenko / Sidorienko P 0-2 (5-21, 7-21) | —                         | NQ          | NQ          | NQ       | NQ    |
| Turniej mężczyzn | Ibragimov Madzhidov     | Khallouf / Abdelrasoul odwołany | Nguyễn / Nguyễn odwołany                  | Hojoev / Kichiev odwołany | NQ          | NQ          | NQ       | NQ    |